# Молодой лес
«Молодой лес» (пол. Młody las) — польский чёрно-белый художественный фильм режиссёра Юзефа Лейтеса. Снят в 1934 году. Сценарий написан на основе пьесы Яна Адольфа Херца.

## Сюжет
Фильм посвящён ученической забастовке в ходе революционных событий 1905 года в Польше. Администрация гимназии решает выгнать из учебного заведения Яна Вальчака (Цибульский) за то, что он вступил в спор с профессором, который, с точки зрения юноши, преувеличил роль русского полководца Александра Суворова в истории. Он может быть оставлен только на условии публичного унизительного извинения.
На фоне развивающихся предреволюционных событий и прямого вооружённого противостояния с полицией подростки узнают цену настоящей дружбы и любви.

1905 год. В Польше, в варшавской казённой русской гимназии. С большой правдивостью и сатирической силой показывает картина гимназическое начальство, этаких Передоновых в застёгнутых на все пуговицы вицмундирах. Им противопоставляется гимназическая молодёжь, собирающаяся в подпольных кружках, борющаяся, связанная духом товарищества, выходящая в конце концов на улицу, победоносно перестреливающаяся с полицией.— Адриан Пиотровский «К итогам кинофестиваля в Москве»

## В ролях
- Адам Бродзиш — Стефан Керницкий, сын школьного инспектора
- Мария Богда — Ванда Литыньская, любимая Стефана
- Сатурнин Журавский — Юрек, брат Стефана
- Стефан Ярач — отец Стефана
- Мечислав Цибульский — Ян Вальчак
- Ежи Кобуш — ученик
- Тадеуш Фиевский — ученик
- Збигнев Кочанович — ученик
- Михал Знич — профессор французского
- Виктор Беганьский — профессор Жеваков
- Витольд Захаревич — Майский
- Казимеж Юноша-Стемповский — профессор Пакотин
- Богуслав Самборский — директор Старогрэнадзкий
- Текла Трапшо — Вальчакова
- Юзеф Орвид — пьяница
- Мария Бальцеркевичувна
- Амелия Роттер-Ярнинская
- Феликс Жуковский
- Владислав Вальтер — Тертенко, дворник
- Павел Оверлло и др.

## Отзывы
В русскоязычной критике картина имеет противоречивые, часто полярные отзывы. Всеволод Пудовкин отмечает в ленте «умелую работу с актёрами, прекрасное чувство ритма в монтаже, несомненно наличие юмора, соединенного с хорошим вкусом». Хотя далее он указывает на то, что наличие ряда талантливых сцен не сформировало значительности произведения искусства в целом.
Адриан Пиотровский с идейно-политических позиций СССР 1930-х годов в записках «К итогам кинофестиваля в Москве» называет фильм «интереснейшим», но считает его откровенно националистическим и лживым:

Во имя чего же ведётся вся эта подпольная борьба? Как стараются нас уверить авторы польской фильмы, исключительно во имя идеалов польского национализма. «Белый орёл» и гимн «Ещё Польска не сгинела» объединяют в едином порыве всю эту молодежь. <…> Так сознательно и откровенно фальсифицирует фашистская фильма историю, фальсифицирует социальную правду. Так стремится картина воспитывать сегодняшнюю польскую молодежь в воинственных правилах бешеного национализма.
Оценки советских историков и искусствоведов второй половины XX века более нейтральны. Фильм называется одним из самых значительных кинопроизведений Польши, созданным «одни из самых одарённых и мастеровитых режиссёров межвоенного кино», испытавшим влияние как советского кино, так и прогрессивного западноевропейского кинематографа.

## Награды
- Лучший фильм 1934 года по опросу польского еженедельного издания «Kino»[5].